# حمادة بركات
حمادة بركات (9 يناير 1979-)، ممثل مصري. حصل على ليسانس الحقوق من جامعة القاهرة وليسانس الآداب في جامعة الإسكندرية. بدأ حياته الفنية منذ الصغر حيث عشق الفن والتمثيل وسعى لتحقيق حلمه مشاركا في العديد من الأعمال المدرسية حتى تخرجه في الجامعة، تنوعت أدواره ما بين السينما والمسرح والتلفزيون، فشارك في مسرح القطاع العام والخاص ومسرح الهناجر.

## أعماله
- 2014:مبسوطة يا توتة.
- قوت القلوب 2
- حب عمري
- الحلال
- 30 يوم
- ضغط عالي
- هبة رجل الغراب (الجزء الرابع)
- ولاد تسعة
- راوتر (سيت كوم)
- حب لا يموت
- الكيف
- هبة رجل الغراب (الجزء الثالث)
- أبو شنب (فلم)
- بارتي في حارتي
- السبع بنات
- ليالي الحلمية (الجزء السادس)
- حياتي مبهدلة (فلم)
- فيفا أطاطا
- صديق العمر
- هبة رجل الغراب (الجزء الثاني)
- أنا وبابا وماما
- الباب في الباب (الجزء الثالث)
- الحرامي والعبيط (فلم)
- فرعون
- الهروب
- كاريوكا
- هبة رجل الغراب (الجزء الأول)
- عزرائيل
- حكايات وبنعيشها
- شاهد اثبات
- أهل كايرو
- بشرى سارة
- راجل وست ستات (الجزء الثاني-الجزء الثالث - الجزء الخامس - الجزء الثامن - الجزء التاسع)
- العيادة
- مناحي (فلم سعودي)
- عندليب الدقي (فلم)
- مهمة صعبة (فلم)
- الست أصيلة
- عبد الحميد أكادمي (سيت كوم)
- أبيض وأسود

## روابط خارجية
- حمادة بركات على موقع الدهليز
- حمادة بركات على موقع قاعدة بيانات الأفلام العربية